# Rancagua (kommun)
Rancagua är en kommun i Chile.   Den ligger i provinsen Provincia de Cachapoal och regionen Región de O'Higgins, i den södra delen av landet, 80 km söder om huvudstaden Santiago de Chile.
Runt Rancagua är det i huvudsak tätbebyggt. Runt Rancagua är det glesbefolkat, med 16 invånare per kvadratkilometer.